# Зірочки сітчасті
Зірочки́ сітча́сті (Gagea reticulata) — вид рослин з родини лілійних (Liliaceae); поширений у Північній Африці, Південно-Східній Європі, Азії.

## Опис
Цибулини зазвичай згуртовані в щільні пучки, часто з короткими столонами. Прикореневий листок 1, вузько-лінійний, до 1 мм завширшки, перевищує суцвіття. Суцвіття зонтикове, 4–12 см. Стеблові листки 3–5, у кільцях, лінійні. Квіток 2–5. Сегменти оцвітини жовті всередині, зовні зелені, лінійно-ланцетні, 15–20 × 2–3 мм, загострені. Коробочка куляста, коротша за сегменти оцвітини.

## Поширення
Поширений у Північній Африці, Південно-Східній Європі, західній, центральній Азії й на південний схід до західних Гімалаїв.